# Ematurga fasciata
Ematurga fasciata là một loài bướm đêm trong họ Geometridae.